# 7114 Weinek
A 7114 Weinek (ideiglenes jelöléssel 1986 WN7) a Naprendszer kisbolygóövében található aszteroida. Antonín Mrkos fedezte fel 1986. november 29-én.